# Campeonato Centroamericano y del Caribe de Atletismo de 2013
El XXIV Campeonato Centroamericano y del Caribe de Atletismo se desarrolló en la ciudad de Morelia, Michoacán, México, del 5 al 7 de julio de 2013. La sede principal de los eventos fue la pista atlética de la Unidad Deportiva Bicentenario. Originalmente, el campeonato tenía como sede la ciudad de Puerto España, Trinidad y Tobago.

## Participantes
| Lista de naciones participantes                                                                                           | Lista de naciones participantes                                                                | Lista de naciones participantes                                                                                    | Lista de naciones participantes |
| --- | ---------------------------------------------------------------------------------------------- | --- | --- |
| - Anguila - Antigua y Barbuda - Aruba - Bahamas - Barbados - Belice - Bermudas - Islas Vírgenes Británicas - Islas Caimán | - Colombia - Costa Rica - Cuba - Dominica - El Salvador - Granada - Guatemala - Guyana - Haití | - Honduras - Jamaica - México - Montserrat - Nicaragua - Panamá - Puerto Rico - República Dominicana - Santa Lucía | - San Cristóbal y Nieves - San Vicente y las Granadinas - Surinam - Islas Turcas y Caicos - Trinidad y Tobago - Islas Vírgenes de los Estados Unidos - Venezuela |

## Resultados

### Masculino
| Evento                               | Oro                                                                               | Plata                                                                       | Bronce                                                                                                 |
| ------------------------------------ | --------------------------------------------------------------------------------- | --------------------------------------------------------------------------- | --- |
| 100 m (5 de julio)                   | Andrew Fisher Jamaica 10,14                                                       | Andrew Hinds Barbados 10,19                                                 | Ramon Gittens Barbados 10,19                                                                           |
| 200 m (7 de julio)                   | Antoine Adams San Cristóbal y Nieves 20,13                                        | Lalonde Gordon Trinidad y Tobago 20,28                                      | Jason Livermore Jamaica 20,29                                                                          |
| 400 m (6 de julio)                   | Jarrin Solomon Trinidad y Tobago 45,54                                            | Omar Johnson Jamaica 45,67                                                  | Gustavo Cuesta · República Dominicana · 46,20                                                          |
| 800 m (7 de julio)                   | Andy González · Cuba · 1:49,54                                                    | Ricardo Cunningham Jamaica 1:49,97                                          | Jowayne Hibbert Jamaica 1:50,10                                                                        |
| 1500 m (5 de julio)                  | Christopher Sandoval · México · 3:52,94                                           | Fabián Guerrero · México · 3:53,53                                          | José Alberto Beras · República Dominicana · 4:02,61                                                    |
| 5000 m (6 de julio)                  | Juan Luis Barrios · México · 14:08,19                                             | Fabián Guerrero · México · 14:48,94                                         | Alfredo Arévalo · Guatemala · 15:22,23                                                                 |
| 10000 m (5 de julio)                 | Juan Carlos Romero · México · 30:11,84                                            | Sergio Pedraza · México · 30:16,76                                          | Alfredo Arévalo · Guatemala · 32:23,55                                                                 |
| 110 m vallas (6 de julio)            | Shane Brathwaite Barbados 13,70                                                   | Wayne Davis Trinidad y Tobago 13,75                                         | Yordan O'Farril · Cuba · 13,82                                                                         |
| 400 m vallas (7 de julio)            | Emanuel Mayers Trinidad y Tobago 49,72                                            | Jeffery Gibson Bahamas 49,94                                                | Amaury Valle · Cuba · 50,02                                                                            |
| 3000 m obstáculos (7 de julio)       | Javier Quintana · México · 9:17,56                                                | Luis Ibarra · México · 9:27,92                                              | Álvaro Abreu · República Dominicana · 9:42,51                                                          |
| 20 km marcha (7 de julio)            | Jorge Alejandro Martínez · México · 1:27:17                                       | Julio César Salazar · México · 1:29,51                                      | Allan Segura · Costa Rica · 1:39,14                                                                    |
| Salto de altura (7 de julio)         | Darrel Darwood Jamaica 2,22                                                       | Jamal Wilson Bahamas 2,22                                                   | Arturo Abascal · México · 2,10                                                                         |
| Salto con pértiga (5 de julio)       | Raúl Alejandro Ríos · México · 5,10                                               | Víctor Castillero · México · 4,80                                           | Yeisel Cintrón Puerto Rico 4,65                                                                        |
| Salto de longitud (5 de julio)       | Alberto Álvarez · México · 7,85                                                   | Eddy Florian · República Dominicana · 7,80                                  | Kyron Blaise Trinidad y Tobago 7,73                                                                    |
| Triple salto (7 de julio)            | Yordanis Durañona Dominica 16,45                                                  | Alberto Álvarez · México · 16,39                                            | Hércules Christopher Trinidad y Tobago 16,00                                                           |
| Lanzamiento de peso (7 de julio)     | Odayne Richards Jamaica 20,97 (RC)                                                | Josué Santana · México · 17,74                                              | Mario Cota · México · 17,67                                                                            |
| Lanzamiento de disco (5 de julio)    | Chad Wright Jamaica 60,79                                                         | Mario Cota · México · 58,58                                                 | Quincy Wilson Trinidad y Tobago 55,83                                                                  |
| Lanzamiento de martillo (6 de julio) | Roberto Sawyers · Costa Rica · 68,92                                              | Diego del Real · México · 65,35                                             | Diego Berríos · Guatemala · 61,88                                                                      |
| Lanzamiento de jabalina (5 de julio) | Carlos Armenta · México · 72,49                                                   | Alexander Pascal Islas Caimán 71,85                                         | José Lagunes · México · 69,64                                                                          |
| 4 × 100 m (6 de julio)               | Adrin Griffin Jamial Kolle Trevordvano Mackey Shavez Hart Barbados 38,77          | Oshane Bailey Andrew Fisher Jermaine Brown Jason Livermore Jamaica 38,86    | Jamol James Ayodele Taffe Jereem Richards Emmanuele Callender Barbados 39,26                           |
| 4x400 m (7 de julio)                 | Renny Quow Emanuel Mayers Machel Cedenio Jarrin Solomon Trinidad y Tobago 3:02,19 | Latoy Williams O'Jay Ferguson Jeffery Gibson Wesley Neymour Bahamas 3:02,66 | Arizmeendi Peguero · Gustavo Cuesta · Félix Sánchez · Luguelín Santos · República Dominicana · 3:02,82 |
| Decatlón (6-7 de julio)              | Rodrigo Sagaon · México · 7011                                                    | Jorge Rivera Morales · México · 6773                                        | Josué Louis Haití 6619                                                                                 |

- (RC) – Récord de campeonato.

### Femenino
| Evento                               | Oro                                                                                  | Plata                                                                                        | Bronce                                                                       |
| ------------------------------------ | ------------------------------------------------------------------------------------ | -------------------------------------------------------------------------------------------- | ---------------------------------------------------------------------------- |
| 100 m (5 de julio)                   | Sherry-Ann Brooks Jamaica 11,21                                                      | Marielys Sánchez · República Dominicana · 11,24                                              | Aleen Bailey Jamaica 11,34                                                   |
| 200 m (7 de julio)                   | Kineke Alexander San Vicente y las Granadinas 23,00                                  | Aleen Bailey Jamaica 23,08                                                                   | Marielys Sánchez · República Dominicana · 23,15                              |
| 400 m (6 de julio)                   | Kadecia Baird Guyana 51,32                                                           | Chrissan Gordon Jamaica 55,52                                                                | Kineke Alexander San Vicente y las Granadinas 52,81                          |
| 800 m (7 de julio)                   | Natova Goude Jamaica 2:02,02                                                         | Semova Campbell Jamaica 2:03,08                                                              | Rose Mary Almanza · Cuba · 2:03,10                                           |
| 1500 m (5 de julio)                  | Brenda Flores · México · 4:27,55                                                     | Adriana Muñoz Premier · Cuba · 4:31,79                                                       | Alejandra Silis · México · 4:32,06                                           |
| 5000 m (7 de julio)                  | Marisol Guadalupe Romero · México · 16:04,93                                         | Brenda Flores · México · 17:11,89                                                            | Elida Hernández · Guatemala · 18:17,55                                       |
| 10000 m (6 de julio)                 | Kathia García · México · 35:19,92                                                    | Daniela Alonso · México · 36:05,94                                                           | Elida Hernández · Guatemala · 37:44,35                                       |
| 100 m vallas (6 de julio)            | Monique Morgan Jamaica 13,25                                                         | Kierre Beckles Barbados 13,37                                                                | Lavone Idellete · República Dominicana · 13,41                               |
| 400 m vallas (7 de julio)            | Danielle Dowie Jamaica 56,39                                                         | Sharolyn Scott · Costa Rica · 57,74                                                          | Zudikev Rodríguez · México · 58,12                                           |
| 3000 m obstáculos (6 de julio)       | Azucena Ríos · México · 10:56,55                                                     | María Mancebo · República Dominicana · 11:09,21                                              | Elisa Hernández · México · 11:20,28                                          |
| 10 km marcha (7 de julio)            | María Guadalupe González · México · 47:48,30                                         | Milangela Rosales · Venezuela · 49:27,10                                                     | Zaira Jáuregui · México · 50:00,90                                           |
| Salto de altura (5 de julio)         | Levern Spencer Santa Lucía 1,95 (RC)                                                 | Jeanelle Scheper Santa Lucía 1,92                                                            | Saniel Atkinson-Grier Jamaica 1,84                                           |
| Salto con pértiga (6 de julio)       | Carmelita Correa · México · 3,95                                                     | Tiziana Ruiz · México · 3,90                                                                 | Alexandra González Puerto Rico 3,85                                          |
| Salto de longitud (7 de julio)       | Francine Simpson Jamaica 6,49                                                        | Arantxa Kimg Bermudas 6,45                                                                   | Bianca Staort Bahamas 6,42                                                   |
| Triple salto (6 de julio)            | Tamara Myers Bahamas 13,18                                                           | Ayanna Alexander Trinidad y Tobago 13,17                                                     | Liliana Hernández Gil · México · 12,90                                       |
| Lanzamiento de peso (5 de julio)     | Cleopatra Borel Trinidad y Tobago 17,56                                              | Cecilia Dzul · México · 16,33                                                                | Laura Pulido · México · 15,69                                                |
| Lanzamiento de disco (6 de julio)    | Allison Randall Jamaica 55,26                                                        | Paulina Flores · México · 50,16                                                              | Irais Estrada · México · 49,84                                               |
| Lanzamiento de martillo (5 de julio) | Samantha Hernández · México · 54,27                                                  | Yolanda González Varela · México · 54,26                                                     |                                                                              |
| Lanzamiento de jabalina (7 de julio) | Coralis Ortiz Puerto Rico 57,48                                                      | Betzabet Menéndez · México · 48,90                                                           | Diana Martínez · México · 47,40                                              |
| 4 × 100 m (6 de julio)               | Elaine Thompson Nadine Palmer Aleen Bailey Sherry-Ann Brooks Jamaica 43,58           | Kamaria Durant Kai Selvon Reyare Thomas Michelle-Lee Ahye Trinidad y Tobago 43,67            | Tyla Carter Cache Armbrister Debbie McFerguson Nevia Smith Bahamas 44,08     |
| 4x400 m (7 de julio)                 | Shawna Fermin Sparkle McKnight Ramona Modeste Alena Brooks Trinidad y Tobago 3:30,64 | Mariel Espinosa · Zudikey Rodríguez · Claudia Soberanes · Gabriela Medina · México · 3:34,52 | Shakeithra Henfield Lanece Clarke Miriam Byfield Amara Jones Bahamas 3:36,41 |
| Heptatlón (5-6 de julio)             | Chrystal Ruiz · México · 5467                                                        | Shianne Smith Bermudas 5222                                                                  | Milagros Montes de Oca · República Dominicana · 5204                         |

- (RC) – Récord de campeonato.

## Medallero
| Núm. | País                               | Oro | Plata | Bronce | Total |
| ---- | ---------------------------------- | --- | ----- | ------ | ----- |
| 1    | México (MEX)                       | 17  | 19    | 11     | 47    |
| 2    | Jamaica (JAM)                      | 11  | 6     | 4      | 21    |
| 3    | Trinidad y Tobago (TTO)            | 5   | 4     | 4      | 13    |
| 4    | Bahamas (BAH)                      | 2   | 3     | 3      | 8     |
| 5    | Barbados (BAR)                     | 1   | 2     | 1      | 4     |
| 6    | Cuba (CUB)                         | 1   | 1     | 3      | 5     |
| 7    | Costa Rica (CRC)                   | 1   | 1     | 1      | 3     |
| 8    | Santa Lucía (LCA)                  | 1   | 1     | 0      | 2     |
| 9    | Puerto Rico (PUR)                  | 1   | 0     | 1      | 2     |
| 9    | San Vicente y las Granadinas (VCT) | 1   | 0     | 1      | 2     |
| 11   | San Cristóbal y Nieves (SKN)       | 1   | 0     | 0      | 1     |
| 11   | Dominica (DMA)                     | 1   | 0     | 0      | 21    |
| 11   | Guyana (GUY)                       | 1   | 0     | 0      | 1     |
| 14   | República Dominicana (DOM)         | 0   | 3     | 8      | 11    |
| 15   | Bermudas (BER)                     | 0   | 2     | 0      | 2     |
| 16   | Islas Caimán (CAY)                 | 0   | 1     | 0      | 1     |
| 16   | Venezuela (VEN)                    | 0   | 1     | 0      | 1     |
| 18   | Guatemala (GUA)                    | 0   | 0     | 5      | 5     |
| 19   | Haití (HAI)                        | 0   | 0     | 1      | 1     |